# Generalstabskartan

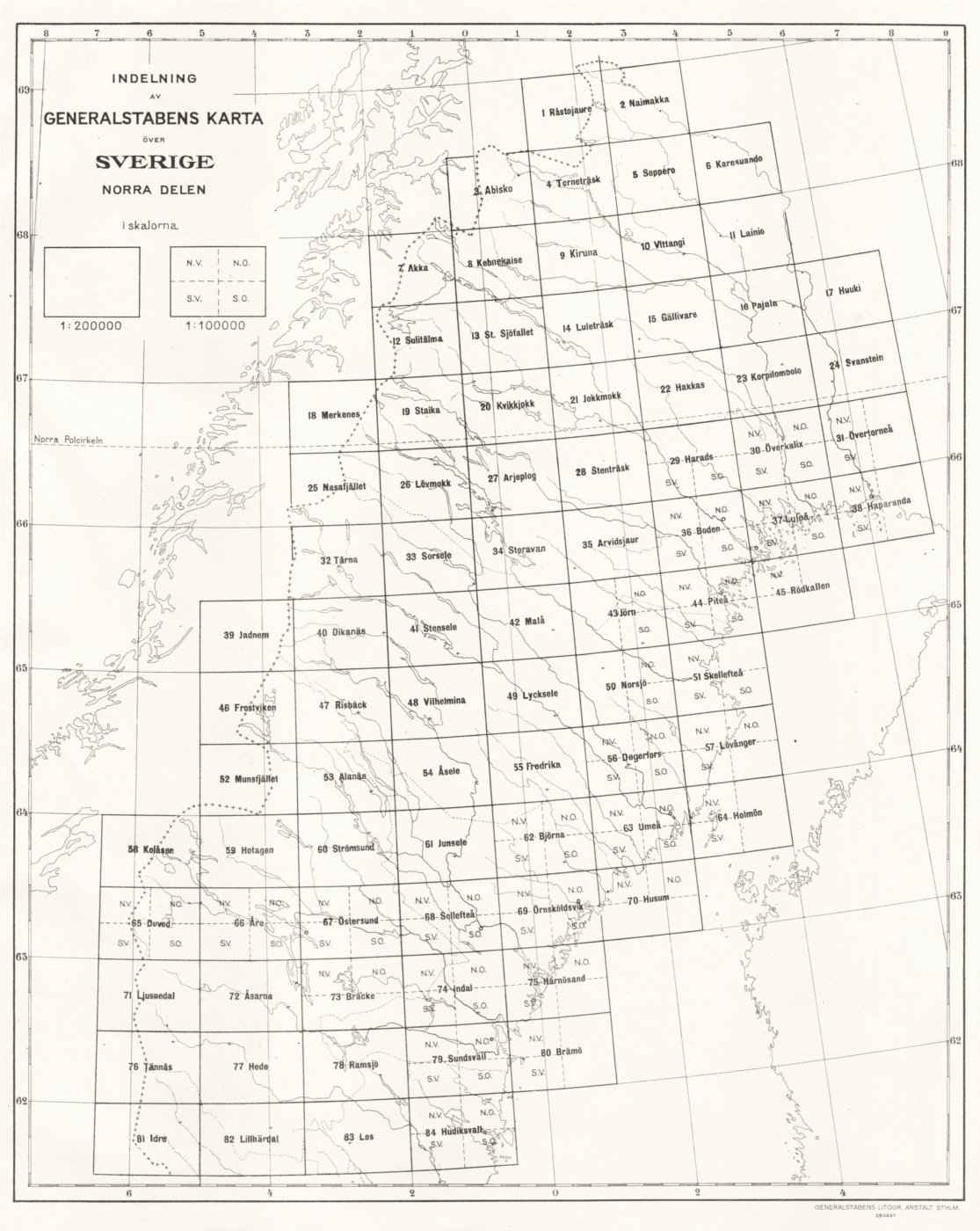
Bladindelning för norra delen 1928.

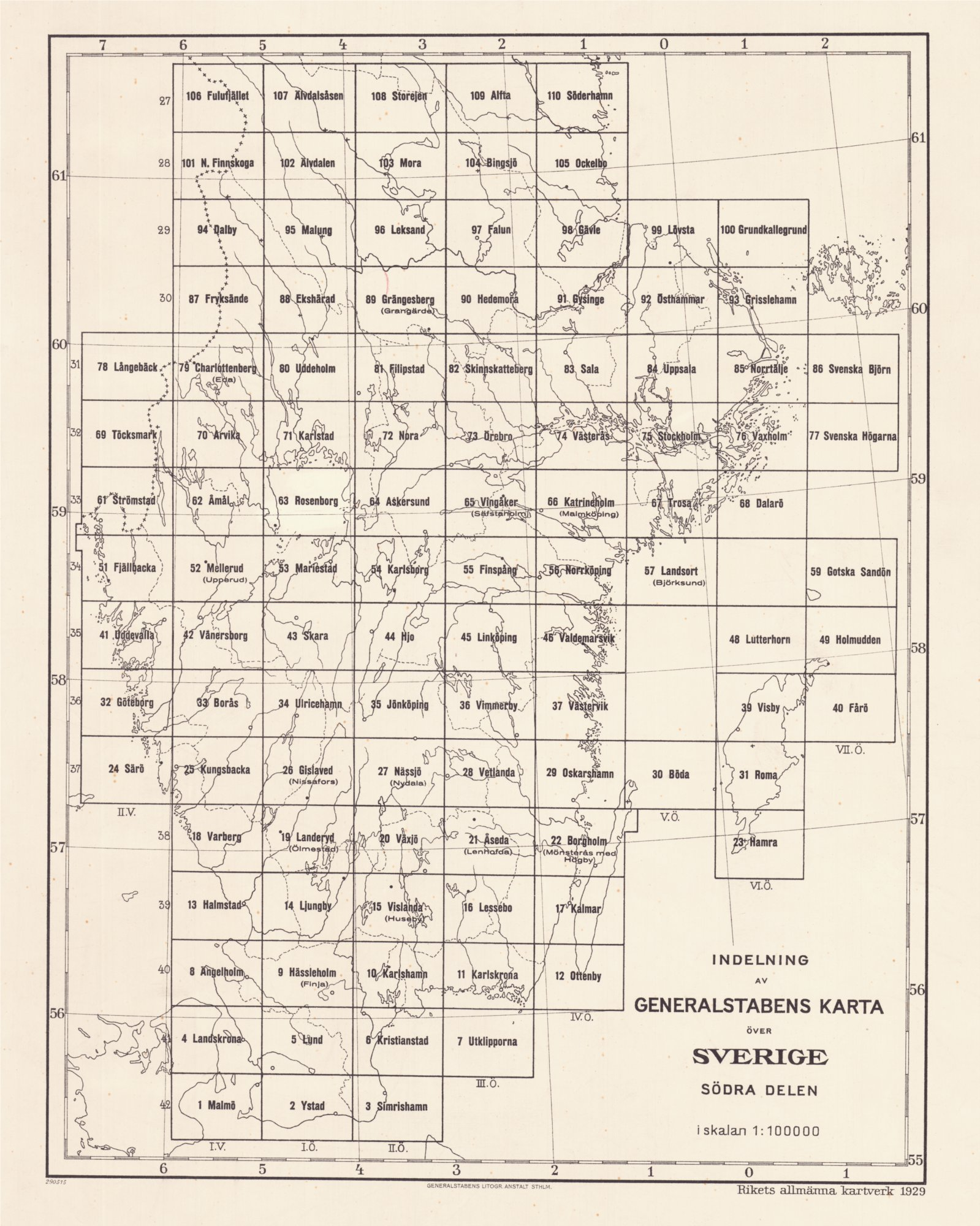
Bladindelning för södra delen 1929.

Generalstabskartan södra 45 Linköping 1883 (högupplöst).

Generalstabskartan är en informell beteckning för det offentliga topografiska kartverk över Sverige som gavs ut från 1859 till 1979. Från 1859 till 1873 benämnt Topografiska Corpsens karta öfver Sverige och därefter Generalstabens karta över Sverige. Verket består av två delar:
Södra delen: 110 kartblad i skala 1:100 000 söderifrån upp till (drygt) 61⁰30' N.
Norra delen: 84 kartblad i skala 1:200 000 från 61⁰30' N och norrut. Delar av dessa kartblad (de som innefattade kustnära bebyggelse och i Jämtland upp till bladet Duved vid norska gränsen) gavs även ut i skala 1:100 000. Norr om 63⁰30' är bladen inte rent topografiska, utan har en blandat topografisk/ekonomisk utformning (som angivande av bygränser och markanvändning).
Beteckningen "generalstabskartan" används ibland för att även inkludera det rent militära och hemliga topografiska material som föregick Topografiska Corpsens karta öfver Sverige, ofta kallat "Svenska militärkartverket".

## Historik
Den år 1805 upprättade fältmätningskåren fick i uppdrag att under fredstid för militärt bruk framställa topografiska kartor över Sverige. Gustaf af Tibell, som tidigare tjänstgjort under Napoleon I och lärt sig den franska tekniken för att framställa militära kartor, utsågs att leda arbetet.
År 1810 påbörjades uppmätningar i Västerbotten efter förlusten av Finland året före. 1811 omorganiserades fältmätningskåren till fältmätningsbrigaden och denna fick i uppdrag att systematiskt kartera Skåne i skala 1:20 000 (på grund av det söderifrån kommande hotet från Napoleon). Detta arbete avbröts efter karteringssäsongen 1820 eftersom det dels ansågs att det fanns viktigare landsdelar att kartera än nordöstra Skånes skogsbygder och dels att skalan var alldeles för kostsam och tidskrävande. Den 27 mars 1821 utfärdades en generalorder om att skalan skulle minskas till 1:100 000 (utom för delar av landet där en "noggrannare militärisk kännedom vore behöflig"). Det skånska materialet arkiverades och utgör det som idag kallas den skånska rekognosceringskartan.
Under 1821 till 1843 karterades större delen av kustlandskapen och området över de mellansvenska sjöarna, men kartorna framställdes till en början endast i två exemplar: konceptkartan och den renritade kartan. Från 1826 graverades de dock på kopparplåtar som hölls inlåsta på Krigsarkivet, men var färdiga att användas för tryckning i händelse av krig. Från 1844 ändrades arbetsskalan från 1:100 000 till 1:50 000 och resten av södra Sverige (inklusive en nykartering av Skåne) karterades på detta sätt.
Enligt en utfärdad kunglig instruktion 1834 fick den topografiska kåren i uppdrag att framställa länskartor i skala 1:200 000 "så snart ett helt län blifvit rekognosceradt" (dock så "att fortgången af det militära karteverket icke derigenom uppehålles..."), vilka började tryckas 1841 vid Generalstabens litografiska inrättning, men "generalstabskartan" i skala 1:100 000 var fortfarande hemligstämplad. Civila samhällsintressen (som anläggande av vägar, järnvägar och kanaler) gjorde dock att även den senare, genom ett kungligt brev av den 3 november 1857, gjordes tillgänglig för allmänheten och tryckning inleddes. Själva organisationen för arbetet med kartan förblev dock militär. Från 1894 ombesörjdes kartornas utgiving av Rikets allmänna kartverk (som bildades genom sammanslagningen av Generalstabens topografiska avdelning och Ekonomiska kartverket), vilket 1937 övergick från att vara en militär myndighet till en civil.
Då det normalt tog tre till fyra år från det att en konceptkarta färdigställts till dess att den slutgiltiga "generalstabskartan" fanns i handeln, började 1898 även ljustryck, senare offsettryck, av konceptkartorna ges ut direkt efter att dessa färdigställts och granskats för att tillfredsställa efterfrågan.
"Generalstabskartan" indelas i den södra och den norra delen. Då man påbörjade karteringen utarbetade Carl Gustaf Spens en projektion kallad Spens projektion, vilken i sin tur bygger på Lamberts koniska konforma projektion med Jöns Svanbergs ellipsoid. Den valda projektionen ger relativt stora längdfel såväl i Skåne som i Norrland, och då speciellt norr om Haparanda.
I samband med att topografisk kartläggning påbörjades i norra Norrland infördes inom detta område en polykonisk (flerkonisk - med en tangerande kon för varje bladvåd om 30 bågminuter i latitud) projektion med Clarkes ellipsoid. Genom denna metod nedbringas projektionsfelen högst avsevärt och blir helt försumbara. Dock kan man inte foga flera blad till en större karta, utan att få glipor eller felpassning. 
Kartserien färdigställdes på 1920-talet och utgavs sedan i reviderade utgåvor fram till 1979, då den helt hade ersatts av den nya topografiska kartan.